# Dusona varicoxa
Dusona varicoxa là một loài tò vò trong họ Ichneumonidae.